# Jean-Marc Mazzonetto
Pas d'image ? Cliquez ici

a Compétitions nationales et continentales officielles uniquement.

b Matchs officiels uniquement.
Dernière mise à jour le 9 janvier 2018.
Jean-Marc Mazzonetto, né le 7 octobre 1983 à Agen et mort le 9 janvier 2018 à Gaillères, est un joueur français de rugby à XV qui évolue aux postes d'arrière et d'ailier. Il joue notamment au sein de l'effectif du club du Stade montois.

## Biographie
Jean-Marc Mazzonetto est né à Agen et grandit à Astaffort. Alors étudiant au collège Saint-Joseph de Lectoure, il participe à une journée découverte organisée par le club de rugby à XV de l'US Lectoure ; il décide alors de continuer la pratique du rugby à l'USL,. Il intègre ensuite le centre de formation du SU Agen à l'âge de 15 ans,, jusqu'à ses 21 ans. Mazzonetto intègre ensuite les espoirs du Stade montois.
Il joue son premier match avec l'effectif professionnel du Stade montois en 2005. Mazzonetto se fait rapidement une place de titulaire au sein du club montois, où il s'illustre en particulier au poste d'arrière ; il est entre autres l'un des acteurs majeurs de la victoire en finale d'accession en Top 14 contre le Racing Métro 92 au terme de la saison 2007-2008 de Pro D2, jouant ainsi sa première saison de Top 14 l'année suivante. Après un nouveau passage en Pro D2, il contribue à nouveau à la victoire de la finale d'accession en Top 14 en 2012.
En juin 2012, il participe à la tournée des Barbarians français au Japon pour jouer deux matchs contre l'équipe nationale nippone à Tokyo. Les Baa-Baas l'emportent 40 à 21 puis 51 à 18. En novembre 2012, il est de nouveau sélectionné avec les Barbarians français pour affronter le Japon au stade Océane du Havre. Les Baa-Baas l'emportent 65 à 41.
Mazzonetto choisit de quitter le club de Mont-de-Marsan en 2013, signant avec la Section paloise. Il fait partie du groupe palois accédant au Top 14 après la saison 2014-2015. Malgré tout, après avoir connu plusieurs blessures et étant en manque de temps de jeu, Mazzonetto est prêté à l'intersaison par le club béarnais à son ancien club, le Stade montois.
Il continue ensuite sa carrière de joueur en division amateur, avec les clubs landais du SA Saint-Sever pour la saison 2016-2017, puis au RC Pays de Roquefort en 2017-2018.
Le 9 janvier 2018, Mazzonetto meurt d'un accident de la route sur la commune de Gaillères, percuté par un poids lourd alors qu'il traversait une rue à pied.

## Palmarès
- Championnat de France de rugby à XV de 2e division :
  - Champion : 2015 avec la Section paloise.
  - Vainqueur de la finale d'accession : 2008 et 2012 avec le Stade montois.